# Битва при Утике (240 до н. э.)
Битва при Утике — одно из первых сражений восстания наёмников в Карфагене.

## Предыстория
В 241 году до н. э. карфагеняне потерпели крупное поражение на море при Эгатских островах. Полководец Гамилькар Барка получил из Карфагена приказ вступить с римским консулом Гаем Лутацием Катулом в мирные переговоры. Карфаген был вынужден уступить Риму Сицилию и Эолийские острова между этим островом и Италией. Гамилькар сложил с себя полномочия полководца и поручил заботы об армии лилибейскому коменданту Гискону, а сам вернулся в столицу.
Особой статьёй договора предусматривалась немедленная эвакуация карфагенских солдат — наёмников и ливийских подданных Карфагена. Понимая, что массовое прибытие в Карфаген тысяч вооружённых людей грозит нежелательными последствиями, Гискон разделил армию на небольше отряды, которые отбывали из Сицилии поочерёдно. Таким образом, он дал возможность сенату собраться с силами и постепенно выплатить воинам их жалованье. Однако сенаторы, ввиду серьёзных денежных затруднений, решили собрать в городе всех наёмников, чтобы легче договориться с ними об уменьшении обговоренных сумм.
Совет старейшин согласился выдать каждому воину по золотому статеру с тем условием, что наёмники покинут город с имуществом и семьёй и соберутся под командованием своих командиров в Сикке. На переговоры с наёмниками прибыл верховный главнокомандующий карфагенской армией Ганнон Великий. Он, сказав о плачевном состоянии карфагенских финансов, уговаривал воинов согласиться на получение меньшего жалованья. Это вызвало недовольство солдат: они взбунтовались и двинулись на Карфаген. Не дойдя 20 километров до города, они стали лагерем недалеко от Тунета. Солдаты потребовали ещё компенсацию за хлеб и коней. Они встретились с Гисконом, который начал с уплаты жалованья, но с остальным просил подождать. Этой отсрочкой воспользовались два вождя наёмников, которых не устраивало мирное разрешение конфликта, — италиец Спендий и африканец Матос. В лагере солдат началась суматоха. Спендий и Матос призывали солдат применить силу. Подстрекаемые ими, наёмники стали громить сундуки карфагенских солдат, а их самих вместе с Гисконом взяли в плен.
К восстанию присоединились местные коренные жители — африканцы, недовольные усилением налогового гнёта. Матос и Спендий разделили свои силы на две части и осадили города Утику и Гиппакрит. Таким образом, город оказался отрезан от ливийских владений. В Карфагене были приняты экстренные меры, проведена мобилизация, и командующим был назначен Ганнон Великий.

## Боевые действия около Утики
Карфагенский полководец по морю связался с жителями Утики и получил от них катапульты и баллисты. Затем Ганнон нанёс удар в тыл повстанцев, и те, испугавшись слонов, бежали на лесистый холм. Решив, что одержал уже решающую победу, карфагенский полководец отбыл в Утику отдохнуть, а его солдаты разбрелись по окрестностям. Между тем наёмники с холма перешли в наступление и неожиданно атаковали лагерь карфагенян. В руки наёмников попали осадные орудия, а карфагеняне в панике бежали в Утику. Через несколько дней Ганнон снова упустил возможность, не атаковав повстанцев у города Горза. Подробности не известны, но Полибий считал, что Ганнон тогда упустил верную победу.

## Итоги
Неудачи Ганнона заставили карфагенский совет сменить главнокомандующего. На эту должность был назначен Гамилькар Барка, первой задачей которого стало разблокирование города Карфагена.